# Ernest Charles Ashton
Ernest Charles Ashton, CB (* 28. Oktober 1873; † 19. August 1957) war ein kanadischer Offizier, der als Generalleutnant zwischen 1935 und 1938 Chef des Generalstabes des Heeres sowie von 1939 bis 1941 Generalinspekteur der Militärkräfte in Kanada war.

## Leben
Ernest Charles Ashton absolvierte nach dem Schulbesuch eine Offiziersausbildung und fand danach verschiedene Verwendungen als Offizier und Stabsoffizier des Heeres. Er wurde am 8. Januar 1907 zum Oberstleutnant befördert und war während des Ersten Weltkriegs zwischen dem 15. September 1915 und dem 7. November 1916 Kommandeur der in England stationierten Reservebrigaden der kanadischen Infanterie. Während dieser Zeit erfolgte am 24. Mai 1916 seine Beförderung zum Oberst. Im Anschluss war er dort vom 8. November 1916 bis zum 1. April 1917 Kommandeur der kanadischen Ausbildungseinheiten sowie zwischen dem 2. April und dem 6. November 1917 Kommandeur der ebenfalls in England stationierten 15. Infanteriebrigade.
Nach seiner Beförderung zum Generalmajor am 1. Januar 1918 wurde Ashton zunächst kommissarischer Generaladjutant sowie am 1. Januar 1919 Generaladjutant. Im Anschluss wurde er am 18. August 1920 Generalquartiermeister und versah diesen Posten ab dem 1. Januar 1923 bis zum 31. Dezember 1929 im Nationalen Verteidigungshauptquartier. Nachdem er zwischen dem 1. Januar 1930 und dem 30. September 1933 Kommandeur des 2. Militärbezirks war, fungierte er vom 1. Oktober 1933 bis zum 31. Mai 1935 als Kommandeur des 11. Militärbezirks. Am 1. Juni 1935 löste er Generalmajor Andrew McNaughton als Chef des Generalstabes des Heeres ab und verblieb in dieser Funktion bis zum 21. November 1938, woraufhin Generalmajor Thomas Victor Anderson seine Nachfolge antrat. Am 3. Juni 1935 wurde er zum Companion des Order of the Bath (CB) ernannt. Während des Zweiten Weltkrieges bekleidete er als Generalleutnant von 1939 bis 1941 den Posten als Generalinspekteur der Militärkräfte in Kanada und trat daraufhin in den Ruhestand.